# Gran Lago Salado
El Gran Lago Salado (del inglés: Great Salt Lake) es un gran lago salino endorreico del oeste de Estados Unidos, localizado en el norte del estado de Utah. Cubre un área de unos 4400 km² —que lo sitúan como el sexto mayor lago del país, tras los cinco Grandes Lagos—, aunque su tamaño (en volumen y en superficie) está sujeto a fluctuaciones constantes.
La salinidad del lago, mucho más alta que la del mar, es muy elevada por carecer de una salida. Lo alimentan tres ríos (Oso, Jordan y Weber), que le proporcionan 1,1 millón de toneladas de sedimentos al año: al evaporarse el agua, permanece como remanente el mineral salino. Debido a su alta concentración de sal, el agua es muy densa, de modo que una persona puede flotar con facilidad, particularmente en la bahía de Gunnison, al extremo norte del lago.
Este lago es el vestigio de otro prehistórico —el lago pluvial Bonneville— que existió en la Gran Cuenca.

## Origen

Mapa delos lagos del Pleistoceno en la Gran cuenca de Norteamérica occidental mostrando la vía de la inundación Bonneville a lo largo del río Snake

El Gran Lago Salado es el vestigio de un lago prehistórico mucho mayor llamado lago Bonneville que, en su máxima extensión, unos 58 000 km², era casi tan grande como el lago Míchigan y más profundo. Cubría diez veces el área actual del Gran Lago Salado, con 305 m de profundidad, durante la época del Pleistoceno. Ello suponía mucha tierra del actual Utah y pequeñas áreas de Idaho y de Nevada. En general, se le conoce como la gran edad de hielo, aproximadamente entre 32 000 y 14 000 años.
El lago Bonneville existió hasta hace unos 16 800 años, cuando una gran parte del lago se liberó a través del Paso Red Rock en Idaho, lo que provocó inundaciones catastróficas. Con el cambio del clima, el lago empezó a secarse y, como resultado de la progresiva evaporación, se formaron el Gran Lago Salado, el lago Utah, el lago Sevier, el lago Rush.

## Historia

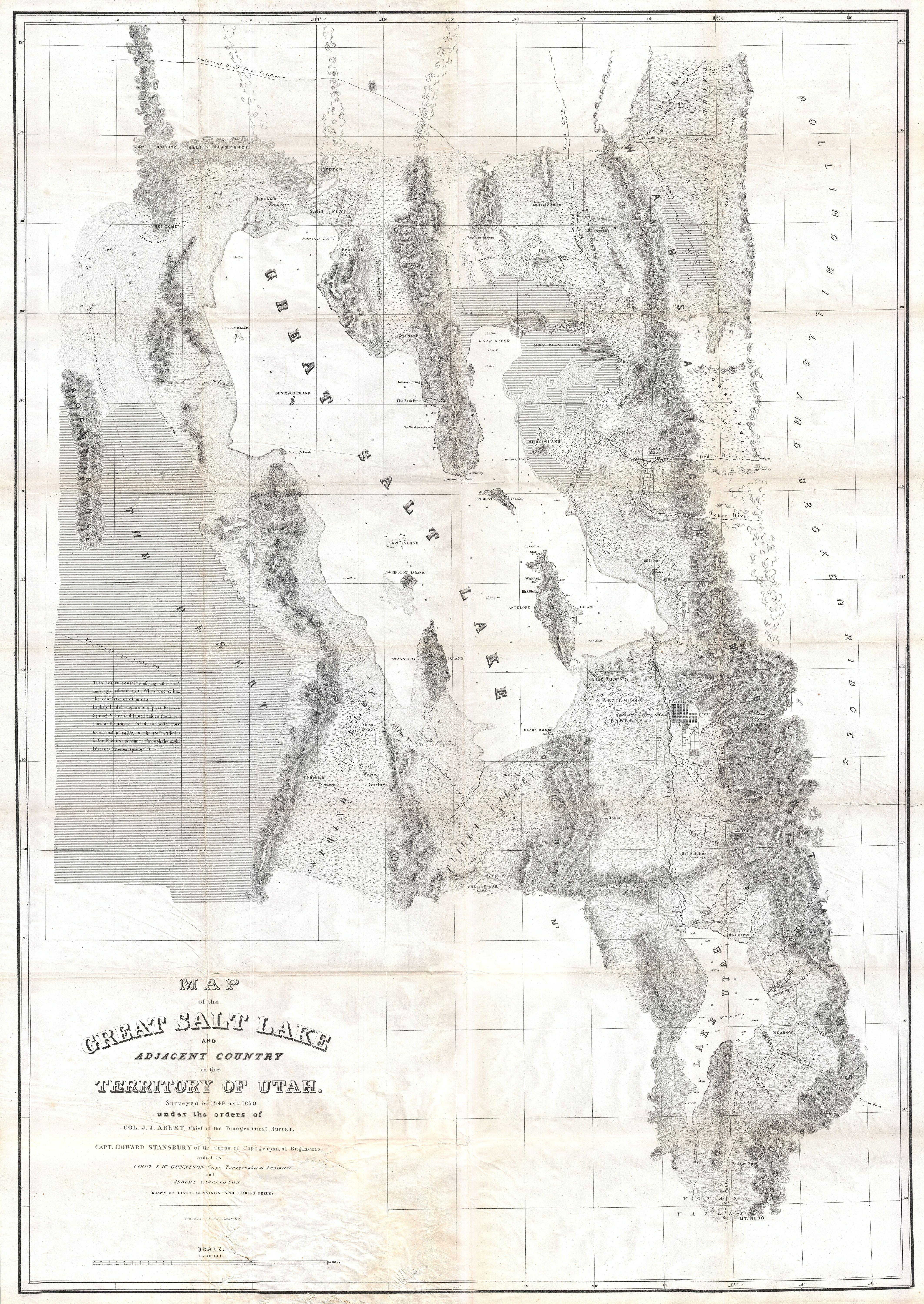
Mapa de Stansbury de 1852 del Gran Lago Salado y el territorio adyacente en el Territorio de Utah

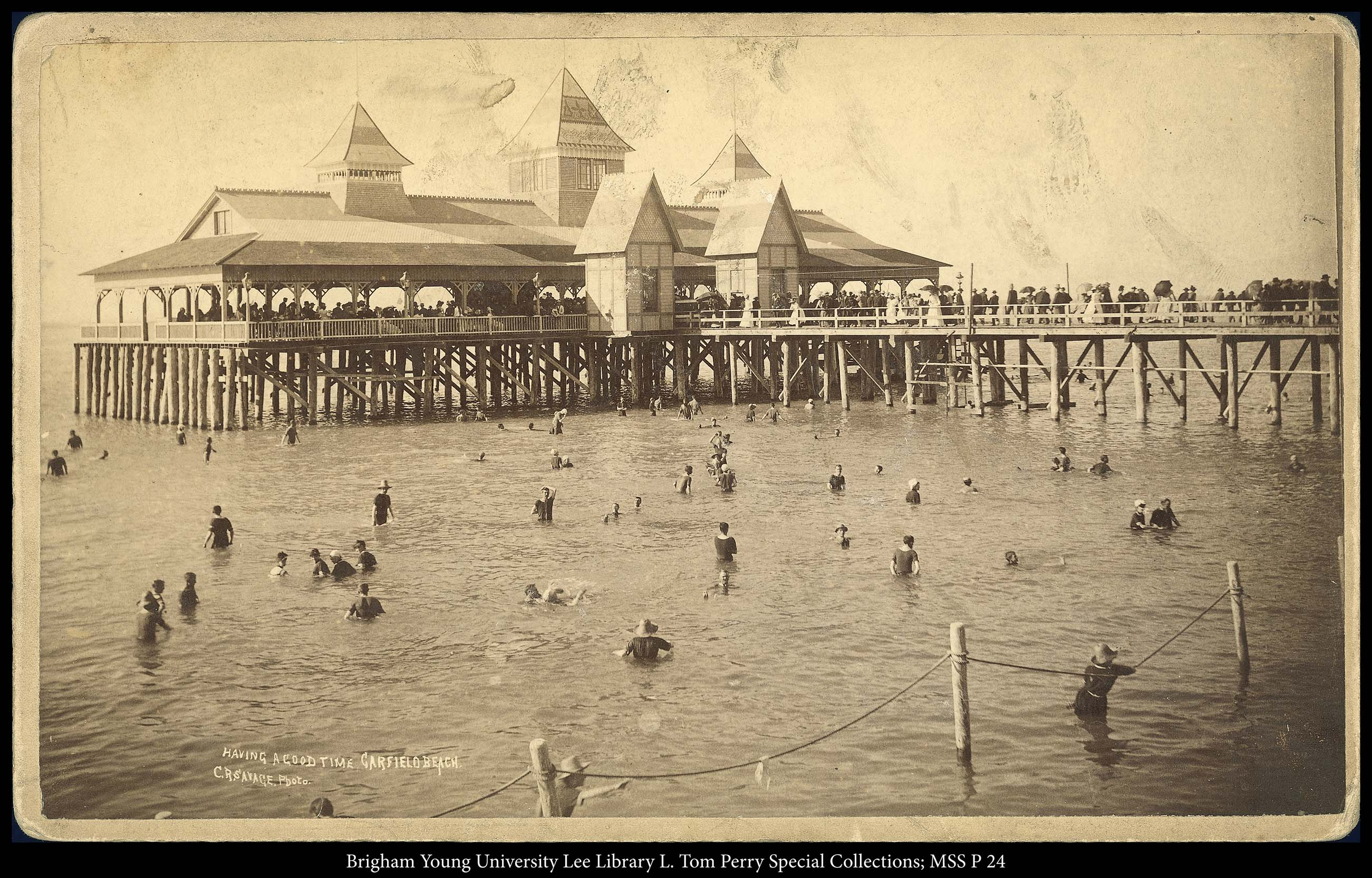
El Gran Lago Salado, playa de Garfield, 1875-1890

Hay varios mapas que datan de 1575 que muestran el Gran Lago Salado en la latitud y longitud correctas, con una precisión de unos pocos grados.[cita requerida] Un ejemplo es un mapa de Nicolas Sanson fechado en 1650. El Gran Lago Salado entró en la historia escrita a través de los registros de Silvestre Vélez de Escalante, quien se enteró de su existencia a través de los utes timpanogos en 1776. No se le dio ningún nombre europeo en ese momento, y no se mostró en el mapa de Bernardo Miera y Pacheco, el cartógrafo de la expedición. Escalante había estado en las orillas del lago Utah, al que llamó laguna Timpanogos. Era el más grande de los dos lagos que aparecían en el mapa de Miera. Otros cartógrafos siguieron su ejemplo y cartografiaron el lago Timpanogos como el lago más grande (o grande) de la región. A medida que la gente fue tomando conciencia del Gran Lago Salado, interpretaron los mapas para pensar que "Timpanogos" se refería al Gran Lago Salado. En algunos mapas, los dos nombres se usaban como sinónimos. Con el tiempo, "Timpanogos" desapareció de los mapas y se olvidó su asociación original con el lago Utah. 
En 1824, Jim Bridger y Étienne Provost lo observaron, aparentemente de forma independiente. Poco después, otros tramperos lo vieron y caminaron alrededor de él. Sin embargo, la mayoría de los tramperos eran analfabetos y no dejaron registros de sus descubrimientos. A medida que los informes orales de sus hallazgos llegaban a quienes sí los registraban, se cometieron algunos errores. En 1843, John C. Fremont dirigió la primera expedición científica al lago, pero como se acercaba el invierno, no tuvo tiempo de inspeccionarlo todo. Los entusiastas informes de Fremont sobre la zona se publicaron poco después de su expedición e influyeron en la decisión de Brigham Young y otros miembros de la Iglesia de Jesucristo de los Santos de los Últimos Días de establecerse en el valle del lago Salado en julio de 1847. Young visitó el lago tres días después de llegar al valle y, al cabo de un mes, ya suministraba sal a los colonos.
El lago fue examinado exhaustivamente por primera vez en 1850 bajo el liderazgo de Howard Stansbury (Stansbury descubrió y nombró la cordillera de Stansbury y la isla de Stansbury). Stansbury también publicó un informe formal de su trabajo de inspección que se hizo muy popular. Su informe de la zona incluía un análisis de las prácticas religiosas mormonas basado en la interacción de Stansbury con la comunidad mormona en  Great Salt Lake City.
A partir de noviembre de 1895, el artista y autor Alfred Lambourne pasó un año viviendo en la remota isla Gunnison, donde escribió un libro de reflexiones y poesía, Our Inland Sea.  Desde noviembre de 1895 hasta marzo de 1896 estuvo solo. En marzo, llegaron unos cuantos cribadores de guano para recolectar y vender el guano de las aves que anidaban como fertilizante. Lambourne incluyó en su trabajo reflexiones sobre estos cribadores de guano. Lambourne abandonó la isla a principios del invierno de 1896 junto con el primer grupo de cribadores de guano.

## Geografía
El lago da nombre a la Ciudad de Salt Lake.

### Hidrografía
Al Gran Lago Salado lo alimentan tres ríos importantes y otras corrientes de menor importancia. Los tres ríos principales lo alimentaron directa o indirectamente desde la sierra de Uinta en Utah del noreste. El río del Oso comienza en el norte de la sierra de Uinta y fluye al norte, más allá del lago del Oso, y da la vuelta, hacia el sur, en Idaho meridional, desaguando en el brazo noreste del Gran Lago Salado. El río Weber también comienza en el norte de las montañas Uinta y fluye en el borde este del lago. El río Jordan es alimentado con agua dulce proveniente del lago Utah y fluye de la parte del norte de este último a la esquina sureste del Gran Lago Salado. El lago Utah, es alimentado por el río Provo; este río se origina también en las montañas Uinta, no lejos del río Weber y del río Bear. 
Una línea ferroviaria, la línea de Lucin Cutoff, atraviesa el lago por el extremo meridional de la península de promontorio. La calzada sólida que apoya el ferrocarril divide el lago en tres porciones: el brazo noreste, el brazo meridional y el noroeste. Esta calzada previene que las aguas se mezclen como lo hacen normalmente debido a su carencia de pasos de agua, y puesto que no hay ríos, a excepción de algunas corrientes de menor importancia que fluyen directamente en el brazo del noroeste. Debido a esto, la bahía de Gunnison es substancialmente más salada ahora que el resto del lago.

### Islas

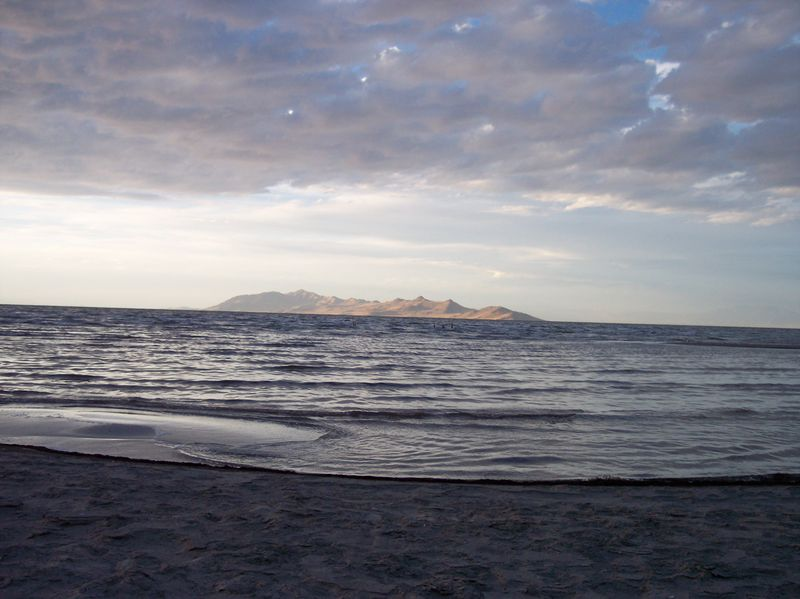
El Gran Lago Salado y la isla Antílope.

Categóricamente la clasificación de la cantidad de islas es muy difícil, ya que al determinar una isla en un año, puede ser considerada península al año siguiente. Según el departamento de United States Geological Survey, «hay ocho islas en el lago que nunca se han sumergido totalmente. Todas han sido conectados con el continente por bajíos expuestos durante los períodos de baja marea.» Además de estas ocho islas, el lago también contiene un número de pequeñas islas, rocas, y de bajíos que se forman completamente o se sumergen parcialmente cuando el nivel de las aguas aumenta. 
El departamento de Utah Geological Survey, por otra parte, indica que «el lago contiene 11 islas reconocidas, aunque este número varía dependiendo del nivel del agua presente en el lago. Siete islas están en la porción meridional del lago y cuatro en la parte del noroeste.» El tamaño, si están o no reconocidas como islas, depende del nivel del lago, que puede variar enormemente de un año a otro. De mayor a menor son: Antílope, Stansbury, Fremont, Carrington, Delfín, Cub, Tejón, Strongs Know, Gunnison, Ganso, Marrón, Sombrero, Isla del huevo, Roca Negra y Roca Blanca. También hay pequeños islotes, pero no tienen nombre.
Las islas de la Roca Negra, Roca Blanca, Antílope, Fremot y Huevo en realidad son montañas inmersas bajo el agua pertenecientes a la cordillera Oquirrh, que se sumerge en el lago en la orilla sudeste. Stansbury, Carrington, Strongs Know y Sombrero pertenecen a las montañas de Lakeside que discurre a lo largo de la orilla occidental. El lago alcanza su profundidad máxima cerca de Stansbury unos 10,7 metros. Cuando los niveles del agua son bajos, la isla Antílope se conecta con la orilla como una península, al igual que la isla Ganso, y la isla Marrón y algunas de las otras islas. Las islas de Stansbury y Strongs Know siguen siendo penínsulas a menos que el nivel del agua sea mucho mayor del promedio habitual. Cuando el nivel se eleva demasiado, algunas de las islas más pequeñas quedan totalmente sumergidas.

### Efecto lago

Efecto lago.

Durante el invierno los vientos fríos que provienen del norte, noroeste o del oeste se mueven a través del lago, la diferencia entre la temperatura del lago y el aire frío, puede formar nubes, que más tarde precipitan en forma de lluvia o nieve, generalmente estrepitosamente en cantidades excesivas de nieve en los condados de Tooele y Davis.
Las nevadas se producen, generalmente, a principios del invierno y durante la primavera cuando se generan las diferencias más notorias entre la temperatura del aire y del lago. El agua es demasiado fría para producir el efecto lago en pleno invierno, ya que las temperaturas de lago por lo general descienden cerca del punto de congelación. Durante el verano, las diferencias de temperaturas pueden formar tormentas que se forman sobre él y que se dirigen hacia la región norte del Wasatch Front (en la cordillera Wasatch). Se estima que al año se producen entre 6 u 8 nevadas, y que el 10 % de la precipitación media de Salt Lake City pueden atribuirse a este fenómeno climático.

## Hidrología
Desde 1875 se llevan los registros del nivel de agua del lago, ya que este es poco profundo y se inclina suavemente alrededor de todos los bordes excepto al sur, donde hay pequeñas variaciones que afectan grandemente la orilla. El nivel del agua puede aumentar dramáticamente en años lluviosos y decaer durante años de sequía. El nivel del agua también está afectado por la cantidad de corriente desviada para el uso agrícola y urbano. Los ríos Jordan y Weber se desvían para otros usos. En 1880 Grove Karl Gilbert pronosticó que el lago desaparecería a excepción de un remanente pequeño entre las islas. La elevación del agua superficial en la parte sur es, generalmente, de 0,5 a 0,60 metros más alta que al norte porque la mayor parte de la afluencia al lago está en la porción sur. 

### Salinidad
La mayor parte de la sal está disuelta en el lago y depositada en el suelo del desierto debido a la evaporación. La salinidad del lago es altamente variable y depende del nivel del lago; el rango de concentración de sales va desde un 5 % hasta un 27 %. La composición iónica es similar al agua de mar. Las aguas del Gran Lago Salado se enriquecen levemente cada año con potasio y se agota en calcio.

### Bombeo del lago
En 1980 la marea del lago alcanzó un nivel muy alto ocasionando inundaciones que a su vez produjeron daños los habitantes del lado este y la erosión de la carretera interestatal 80. En respuesta, el estado de Utah ideó y construyó un proyecto de bombeo sobre el lado occidental donde se estableció una estación de bombeo llamada Hogup Ridge, que contiene tres bombas con una capacidad combinada de 1,5 millones de galones por minuto; hay un canal de desagüe de 4,1 millas y un canal de entrada, que permiten que el agua bombeada regrese al lago. 
El proyecto fue diseñado para aumentar el área superficial del Gran Lago Salado, y por lo tanto el índice de la evaporación. Las bombas liberaron las aguas del Gran Lago salado en «Newfoundland Evaporation Basin», una presa en el dique sur al final de las montañas de Newfoundland. Aquí se regula el nivel del agua y después el agua se devuelve al lago. 
Al final de su primer año de funcionamiento, las bombas habían lanzado alrededor de 0,6 km³ de agua. El proyecto fue cerrado en junio de 1989, pues el lago había descendido casi 2 m desde alcanzar su pico en junio de 1986 y marzo de 1987. La División de Recursos de Agua de Utah acredita el proyecto con «más de un tercio de aquella disminución». En total fueron bombeados 3,4 km³ de agua salada. Actualmente las bombas no son utilizadas, pero aún se mantienen en buenas condiciones para evitar una catástrofe en caso de que las aguas suban drásticamente.
Desde 1985 su superficie se ha visto reducida año tras año, durante las últimas cuatro décadas, los niveles de agua han estado cayendo y la superficie se ha reducido considerablemente debido al desvío de aguas para la agricultura, la sobreexplotación de recursos, etc., conserva poco más de un cuarto del agua que tenía en la década de los ochenta. Una de las consecuencias más sanitarias para la población es el polvo que se genera tras secarse gran parte del lago, que contiene arsénico y otras sustancias cancerígenas vertidas durante décadas.

## Ecosistema
El clima es frío y el paisaje desértico, con frecuentes períodos de sequías, características que hacen que la vegetación sea escasa y tolerante a la salinidad del suelo.
La fauna acuática en general no podría sobrevivir en las zonas saladas del lago; se encuentran el crustáceo Artemia salina y moscas de las riberas —dípteros de la familia Ephydridae— que sirven de alimento para las aves, junto con los insectos acuáticos de la familia Corixidae y dípteros de la familia Chironomidae que se encuentran en las bahías de agua dulce. Más de 1 400 000 aves limícolas utilizan el lago como área de reproducción y zona de paso.[cita requerida] Algunas de esas especies son: gaviota de Wilson, avoceta americana, cigüeñela de cuello negro, correlimos de Alaska, picopando canelo, chorlitejo blanco, falaropo picofino, agujeta escolopácea. El lago forma parte de la red hemisférica de reservas para aves playeras como sitio de categoría hemisférico.